# Coby Brown

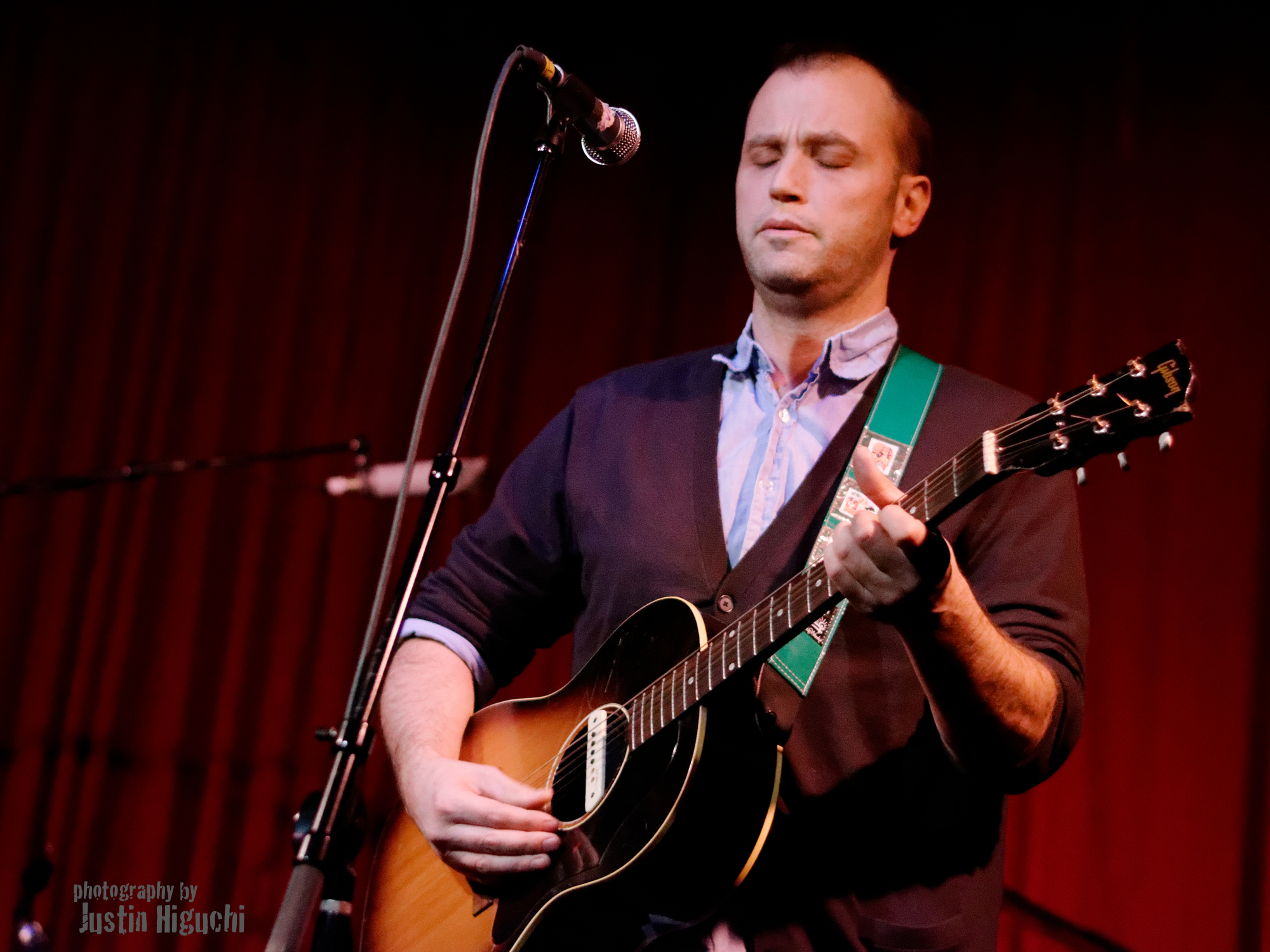
Auftritt von Coby Brown im Hotel Café in Los Angeles (2013)

Coby Brown (* 1974 in Brookline, Massachusetts) ist ein US-amerikanischer Komponist und Singer-Songwriter.

## Leben
Brown erlernte in seiner Jugend das Gitarrespielen. Während seines Studiums am Trinity College in Hartford (Hauptfach Literatur, Nebenfach Darstellende Künste) fing er an, regelmäßig mit anderen Musikern zusammen zu spielen und Songs zu schreiben. 1997 zog er nach New York City und gründete einige Jahre später die Coby Brown Group, mit der er das Album Homesick herausbrachte. Ein weiteres Album, Truth Shines, nahm die Gruppe zwar 2001 auf, fand aber kein Label zur Veröffentlichung. Nach Auflösung der Gruppe brachte Brown Teile des Materials in Form einer EP heraus.
Brown begann in Los Angeles aufzutreten und gründete mit anderen Musikern die Band Coby Brown and the 11:11’s. Mit ihrem Song Just the same gewannen sie den John-Lennon-Songwriting-Contest in der Kategorie Rhythm and Blues und hatten einen Fernsehauftritt in The Ellen DeGeneres Show. 2007 brachten sie die EP Time is Now heraus. 2008 nahm Brown, beeinflusst von einer überstandenen Krebserkrankung, in Los Angeles das Album Stars & Curses auf. 2013 folgte French Exit, das im Eigenverlag bei 4East Records erschien und für den Independent Music Award in der Kategorie bestes Indie/Folk-Singer-Songwriter-Album nominiert war. Browns Song Hospital wurde von den Counting Crows auf Underwater Sunshine gecovert.
Anfang der 2000er begann Brown, für die Filmbranche zu arbeiten und konnte hier Erfolge verzeichnen. Er schrieb die Filmmusik für Die Poesie des Unendlichen (Sony 2016), eine von seinem Bruder Matt Brown inszenierte Biografie des indischen Mathematikgenies S. K. Ramanujan, und die Musik für die KCET-Doku-Serie Blue Sky Metropolis. Diese Serie entstand unter der Regie von Peter Jones und ist Teil der PBS-Serie Summer of Space, die an das 50. Jubiläum der Landung von Apollo 11 erinnern soll.
2017/2018 nahm Brown sein viertes Album Everything Looks Different To Me Now (2020) mit Produzent Justin Stanley bei Matter Music and Boulevard Recording in Hollywood auf. Beteiligt waren außerdem die Musiker David Immerglück (Counting Crows, Camper Van Beethoven), Tyler Chester, John Flaugher, Aaron Redfield, Michael Jerome und Ollie Krauss.
2020 schrieb Brown die Musik für DisConnected, eine Serie, die während der Coronavirus-Quarantäne in Ruanda, Indien, Großbritannien und den USA aufgenommen und auf Youtube gezeigt wurde. Mit dem Regisseur dieser Serie, Matt Leutwyler, arbeitete Brown auch an verschiedenen Musikvideoprojekten zusammen und steuerte die Musik zu dessen Box-Film Fight Like a Girl (2024) bei. Zuvor hatte er die Filmmusik für Matt Browns Kammerstück Freud – Jenseits des Glaubens (2023) komponiert.

## Familie
Sein älterer Bruder Matt Brown ist als Regisseur und Autor tätig. Bei den Dreharbeiten zu dessen Film Ropewalk auf Nantucket lernte Coby Brown 1999 Ever Carradine kennen, die er 2005 dort auch heiratete. Sie haben eine Tochter, geboren 2010, und einen Sohn, geboren 2015.

## Filmografie (Auswahl)
- 2015: Die Poesie des Unendlichen (The Man Who Knew Infinity)
- 2023: Freud – Jenseits des Glaubens (Freud’s Last Session)
- 2024: Fight Like a Girl